# 우탓치
《우탓치》(일본어: うたっち)란 코나미에서 제작한 2010년 2월 25일에 발매된 닌텐도DS용 게임 소프트이다. 같은 회사의 리듬 게임 레이블 비마니 시리즈중 하나로 DS전용으로는 처음 제작된 작품이다. 패키지는 pop'n music의 타이틀 로고도 병기하고 있으며 팝픈 뮤직의 파생 작품이기도 하다.
DS를 세로로 세워서 터치스크린을 사용하는 방식을 채용하고 있다. 수록곡은 라이센스 곡 (전부 커버 버전)과 팝픈 뮤직 시리즈에서 가져온 코나미 오리지널 곡을 중심해, 이번 작품의 오리지널 곡과 타 기종에서 온 이식곡도 수록되어 있다. 전 40곡.